# Baia Auvert
La baia Auvert (letteralmente: "Baia lontana da ogni posto"), centrata alle coordinate (66°14′S 65°45′W), è una baia lunga circa 5 km e larga 13, situata sulla costa di Graham, nella parte occidentale della Terra di Graham, in Antartide. La baia si trova in particolare lungo la costa nordoccidentale della penisola Stresher ed è delimitata da capo Evensen e da capo Bellue. All'interno della baia sono presenti diversi isolotti, il più grande del quale è l'isola Malus, che si estende in direzione nord-sud per poco più di 500 metri.

## Storia
La baia Auvert è stata scoperta durante la seconda spedizione antartica francese al comando di Jean-Baptiste Charcot, 1908-10, e fu battezzata da quest'ultimo con il suo nome attuale.